# Duality (мини-альбом)
Duality (с англ. — «Двойственность») — дебютный сольный мини-альбом южнокорейского рэпера и участника хип-хоп бой-бэнда Monsta X Им Чангюна, также известного как I.M. Вышел 19 февраля 2021 года на лейбле Starship Entertainment.
Заглавной песней стала «God Damn», клип на которую вышел 19 февраля, в один день с выходом альбома. В первые сутки после выхода альбом занял первое место в чарте iTunes в 18 странах мира, а все композиции из него попали в чарт Billboard World Digital Song Sales.
Альбом состоит из пяти композиций, все треки которого записаны в жанре хип-хоп. Чангюн принимал участие в написании слов, музыки и аранжировки. Альбом записан на корейском и английском языках. Он получил положительные оценки от критиков, которые обратили внимание на концепт «двойственности», а также отмечали рост исполнителя по сравнению с его предыдущими работами

## Предыстория и выход
После 2016 года Им Чангюн начал выпускать свои сольные песни. В январе 2021 года I.M объявил, что его сольная работа, которую он готовил в 2020 году, является первым сольным альбомом и выйдет позже в этом же году. 7 февраля 2021 года на лейбле уточнили точную дату выхода альбома, 19 февраля 2021 года. Уже 8 февраля вышло расписание, согласно которому 10 февраля был показан список композиций, 14 и 15 февраля две разных версии концепт-фотографий для альбома, 17 февраля тизер для музыкального видео, а 18 февраля превью для альбома. 15 февраля была удалена одна из версий фотографии для альбома, на которой рэпер был изображён в рубашке с арабской каллиграфией, на которой написано слово «Аллах», по причине обвинений в исламофобии. После этого рэпера обвинили за то, что он неуместно надел рубашку, на которой религиозная каллиграфия является эстетическим элементом, не принимая во внимание ее значение и важность. 19 февраля вышла экранизация в виде клипа на заглавную песню «God Damn».

## Название альбома. Жанр и тематика песен
Для прессы название альбома было описано, как «разница между внешним и внутренним мышлением». В интервью Forbes рэпер поделился тем, что название двойственность — это то, что «может коснуться каждого», он указал на то, что «все мы живем с другим эго самих себя, будь то одно, два или больше». Официальным жанром альбома является хип-хоп. В ведущей композиции «God Damn» АйЭм хотел показать двойственность, используя фразу «чёрт возьми», Чангюн объяснил, что в жизни она может употребляться как в хорошем, так и в плохие периоды жизни. Вторая песня «Howlin'» спета на английском языке и повествует о «взлетах» и «падениях» в жизни. В ней артист также проявляет свою двойственность, объясняя её: «Я изолирую себя, когда у меня стресс или депрессия. Но когда ты один, иногда ты не хочешь быть. Вы хотите быть одним, но в то же время вы хотите быть с кем-то. Это тоже двойственность». «Burn» закладывает основу для следующей песни и является «разрывом связи с прошлом». Четвертый трек «Happy to Die» был вдохновлён фразой из фильма «Вечное сияние чистого разума»: «Я могу умереть прям сейчас, Клем», в интервью Forbes рэпер прокомментировал свои эмоции: «О, черт, это хорошее слово — в смысле, ты счастлив, но говоришь, что хочешь умереть». Последняя композиция «시든 꽃» или «Flower-ed» является медленной, в отличие от других песен из альбома, в ней Чангюн поёт на корейском языке о «глубоком личном». На написание его подтолкнул цветок на студии звукозаписи, который умер: «Я увидел цветок, который умер, поэтому я написал песню с противоположной точки зрения, как цветок, смотрящий на человека. Я был цветком, который ожил».

## Приём

### Коммерческий успех
Все пять песен из альбома попали в еженедельный чарт Billboard World Digital Song Sales, тем самым заняв двадцать процентов всего чарта. Заглавная песня «God Damn» дебютировала на десятом месте в Amazon’s Digital Song Chart, а в южнокорейском чарте Gaon на 72 месте. Сам альбом дебютировал на первом месте в iTunes в 18 странах, в том числе и в России.

### Отзывы критиков
| Оценки критиков | Оценки критиков |
| Источник        | Оценка          |
| --------------- | --------------- |
| NME             | [ 7 ]           |
| Clash           | 7/10            |

Руби С из New Musical Express оценил альбом на три звезды из пяти. В рецензии он пишет, что для тех, кто привык к «глубокому» и «хриплому» рэпу Чангюна на альбомах Monsta X или на его сольным микстейпом «Who Am I», «может быть интересно не услышать многого из этого в этом релизе, хотя его естественно хриплый голос является опорой», он отмечает, что рэпер до альбома уже был известен своим «смешиванием» корейского и английского языка, критик считает, что языковой обмен в заглавной песне «God Damn» является «тонким проявлением его двойственности и многогранности его форм выражения». В конце рецензии он подводит итог, что АйЭму удается «определить и переопределить» для себя тему «двойственности», по мнению критика, музыкальность рэпера «еще имеет гораздо больше возможностей для роста».
Робин Мюррей из журнала Clash оценил альбом на 7 из 10. В рецензии он пишет, что «АйЭм занимает центральное место в одиночестве» и называет сольный дебют «превосходным». Постановку альбома была окрещена «тяжелой» и пишет, что он «действительно впечатляет своим двуязычным подходом к микрофону». Критик подвёл итог, что Duality «прекрасное сольное предложение, которое наполнено обещаниями и глубоко прочувствованной любовью к форме».

## Список композиций
| №                   | Название                | Текст песни               | Музыка                    | Аранжировка               | Длительность |
| ------------------- | ----------------------- | ------------------------- | ------------------------- | ------------------------- | ------------ |
| 1.                  | «God Damn»              | I.M                       | I.M, Wooki                | I.M, Wooki                | 3:27         |
| 2.                  | «Howlin'»               | I.M, Long Drive, The Need | I.M, Long Drive, The Need | I.M, Long Drive, The Need | 2:45         |
| 3.                  | «Burn»                  | I.M                       | I.M, Long Drive           | I.M, Long Drive           | 2:46         |
| 4.                  | «Happy to Die»          | I.M                       | I.M, Wooki                | I.M, Wooki                | 2:58         |
| 5.                  | «„시든 꽃“ (Flower-ed)» | I.M                       | I.M, Long Drive           | I.M, Long Drive           | 2:29         |
| Общая длительность: | Общая длительность:     | Общая длительность:       | Общая длительность:       | Общая длительность:       | 14:27        |

## Чарты

### Ежедневные чарты
| Чарты             | Высшая позиция |
| ----------------- | -------------- |
| Россия (iTunes)   | 1              |
| Бразилия (iTunes) | 1              |
| Чили (iTunes)     | 1              |
| Гонконг (iTunes)  | 1              |

### Еженедельные чарты
| Чарты                                  | Высшая позиция |
| -------------------------------------- | -------------- |
| US World Digital Songs (Billboard)     | 9              |
| Digital Song Chart (Amazon)            | 10             |
| Республика Корея (Gaon Download Chart) | 72             |

| Чарты                              | Высшая позиция |
| ---------------------------------- | -------------- |
| US World Digital Songs (Billboard) | 17             |

| Чарты                              | Высшая позиция |
| ---------------------------------- | -------------- |
| US World Digital Songs (Billboard) | 21             |

| Чарты                              | Высшая позиция |
| ---------------------------------- | -------------- |
| US World Digital Songs (Billboard) | 19             |

| Чарты                              | Высшая позиция |
| ---------------------------------- | -------------- |
| US World Digital Songs (Billboard) | 20             |

## История релиза
| Регион           | Дата                 | Формат                               | Лейбл                  | Прим. |
| ---------------- | -------------------- | ------------------------------------ | ---------------------- | ----- |
| Различные        | 19 февраля 2021 года | Цифровая и потоковая/стриминг версии | Starship Entertainment | [ 9 ] |
| Республика Корея | 19 февраля 2021 года | Цифровая и потоковая/стриминг версии | Starship Entertainment | [ 9 ] |